# هربرت براينت
هربرت براينت (30 يونيو 1867 - 23 فبراير 1910) (بالإنجليزية: Herbert Bryant)‏ هو لاعب كريكت بريطاني.